# 环绕空间
环绕空间、环绕位形空间或电子环绕空间是包围一个物体的空间。

## 数学
在数学上，特别是在几何学和拓扑学，环绕空间是指包围某个数学对象的空间。例如，一条直线可以被独立的研究，或者是被放在二维空间中研究--在这种情况下环绕空间就是平面，或作为三维空间中的对象来研究--在这种情况下环绕空间就是三维的。为了搞明白这有什么不同，我们可以考虑这句话"永不相交的直线一定是相互平行的."。这句话在环绕空间是二维的情况下是对的，但在环绕空间是三维的情况下就是错的，因为在后一种情况下直线可以是相互歪斜的而不是平行的。